# Sontag Hotel
Das Sontag Hotel (kor.: 손탁호텔) wurde 1902 eröffnet und war das erste europäische Hotel in Seoul (Südkorea). Das Hotel war eine Widmung des Königs Gojong an die Deutsch-Russin Antoinette Sontag, die das Königshaus von Joseon mit westlichem Essen bediente. Sie war die Schwägerin des russischen Botschafters, Carl von Waeber. Sie sprach Deutsch, Russisch, Englisch und etwas Koreanisch. Königin Min soll ausschließlich westliche Küche akzeptiert haben, wenn sie durch Sontag zubereitet wurde. Dennoch wurde sie fast aus Korea verstoßen, als Japan bereits vor der Annexion Koreas viel Kontrolle an sich riss.
Das Hotel wurde 1917 verkauft und 1922 abgerissen. Es gilt als eine der ersten Lokalitäten, die in Korea Kaffee serviert haben.
Das Hotel befand sich direkt beim Palast Deoksu.

## Verschiedenes
- 1976 veröffentlichte der Autor Cha Bum-seok sein Stück „Sontag Hotel“. Dieses wurde 2005 in ein Musical adaptiert.
- 2012 veröffentlichte Lee Soon-woo sein Buch „Sontag Hotel“, das sich mit der diplomatischen Geschichte in Korea und Sontags Leben beschäftigt.[4][5]